# A vs B
A vs B là bộ đôi sản xuất nam người Anh được thành lập bởi Daniel Thornton và Geoff Taylor, người đã có một đĩa đơn tên là "Ripped in 2 Minutes", trên UK Singles Chart. Đĩa đơn được phát hành dưới nhãn đĩa Positiva Records, lọt vào bảng xếp hạng vào ngày 9 tháng 5 năm 1998 ở vị trí 49; và vẫn ở trong bảng xếp hạng trong một tuần.

## Danh sách đĩa nhạc
- 997: Bad Habit
- 1998: Ripped In 2 Minutes